# Bors Sámuel
Budafalvi Bors Sámuel, Borsos (19. század) királyi táblai ügyvéd, drámaíró.

## Munkássága
1824-ben egy népies magyar beszélgetés német nyelvre történő lefordítására 24 körmöci arany pályadíjat tűzött ki. A tübingiai pályázatra felelő Két kis parasztgyerek mindennapi szavakkal való beszélgetése című művével bizonyítja, hogy nem teljesen lehet a magyar szöveget németre lefordítani. 1825-ben felségfolyamodványt írt a magyar nyelv ügyében. A Kenyérmezei viadal című drámáját a fiatal romantikusok a jó szándékú, de tehetségtelen nemesi műkedvelő irodalom iskolapéldájának tartották. Több alkalmi verset és tíz színpadi művet is írt.

## Munkái
- Nmélt. és főtiszt. Klobusiczky Péter, kalocsai érsek beiktattatása ünnepére szentelt tisztelet. Pest, 1822.
- A kenyérmezei viadal, vagy a hasonlíthatatlan vitézség; énekes vitézi játék 4 felv. Uo. 1825. (Ism. Tud. Gyűjt. 1825. VII. Színpadon egyszer sem adták.)
- Két kis parasztgyerek mindennapi szavakkal való beszélgetése. Pest, 1825.
- Tiszti tár, mely az egész Magyarországban levő minden tisztviselőinek neveit magában foglalja. Pozsony, 1826.
- Az őrangyal, vagy a névnapi vadászat. Ered. vígj. 3 felv. Pest, 1830.
- A tanácsos, vígj. 1 felv. (ford.) Uo. 1830.
- A szemüveg, valódi érzéssel gyönyörködtető eredeti munka. Uo. 1830. (Kézirata az Országos Széchényi Könyvtárban)

A Felső Magyarországi Minervában (1827. II. 1247. l.) jelent meg: Felséges fejedelmünkhöz honni nyelvünk iránt irott és benyujtott könyörgésem. Bäuerle Adolf által Bécsben (1828.) I. Ferenc 60. születési éve emlékére kiadott német emlékkönyvbe magyar verset írt.